# Guatteria rupestris
Guatteria rupestris é uma espécie de magnólia .  Foi descrita pela primeira vez por Mello-silva e Pirani.  Guatteria rupestris pertence ao gênero Guatteria, e família Annonaceae .   Não existe esse tipo listado. 